# Apanteles labaris
Apanteles labaris är en stekelart som beskrevs av Nixon 1967. Apanteles labaris ingår i släktet Apanteles och familjen bracksteklar. Inga underarter finns listade i Catalogue of Life.